# 1957年日本

## 政府
- 天皇：裕仁
- 內閣總理大臣：石橋湛山→岸信介

## 大事紀
- 4月12日：第五北川丸沈没事故（日语：第五北川丸沈没事故），113人死亡、49人受傷。
- 7月25日–7月28日 - 諫早豪雨（日语：諫早豪雨）。据日本国政府证实，九州岛諫早市附近地区遭遇特大暴雨和洪水袭击，共有992人在泥石流和洪水中丧生。[1]

## 出生
- 2月4日——石破茂，政治人物。
- 5月20日——野田佳彥，政治人物。曾任內閣總理大臣。
- 7月29日——岸田文雄，政治人物。
- 8月26日——難波圭一，配音員。

## 逝世
- 9月22日——丰田副武，海军上将。